# Mormopterus eleryi
Mormopterus eleryi é uma espécie de morcego da família Molossidae. É endêmica da Austrália.